# マレック病

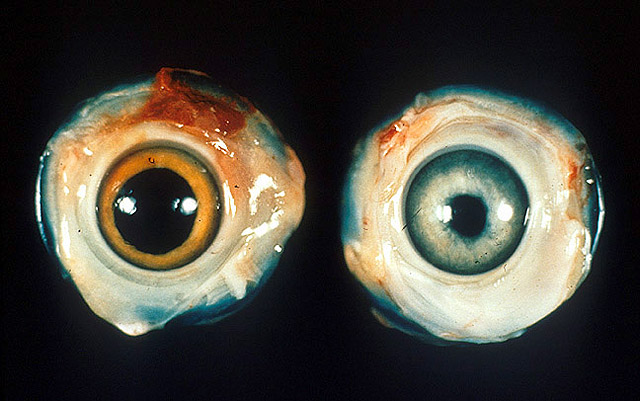
左:正常な眼球、右:マレック病を発症した眼球。
右の眼球には縮瞳と虹彩の退色がみられる。

マレック病（マレックびょう、英: Marek's disease, MD）とはマレック病ウイルス感染を原因とする鳥類の感染症。日本では家畜伝染病予防法において届出伝染病に指定されており、対象動物はニワトリ、ウズラ。マレック病ウイルスはヘルペスウイルス科アルファヘルペスウイルス亜科マルディウイルス属に属するDNAウイルス。マレック病は1907年にハンガリーの獣医師マレック・ヨーゼフにより初めて報告され、1967年にマレック病ウイルスが分離された。感染性を持つウイルスは感染個体の羽包上皮に存在し、剥離した上皮細胞（フケ）とともに外界へ排泄される。これが経気道感染を起こす。ウイルスは野外で数か月にわたり感染性を維持する。野外ではほとんどの鶏がマレック病ウイルスに感染しており、感染個体が必ず発症するわけではないが、発症個体は神経症状を示し、末梢神経の腫大、リンパ腫形成が認められる。稀に瞳孔の収縮、虹彩の変形・退色など眼の異常が観察される。羽包上皮細胞内に核内封入体が形成される。マレック病の腫瘍はCD4陽性T細胞が腫瘍化したものと考えられている。ワクチンが開発されているが、強毒株に対しては感染防御の効果はなく、腫瘍の発生を防御する。リンパ性白血病との鑑別が必要である。